# Koninklijk Werk der Wiegjes Prinses Paola

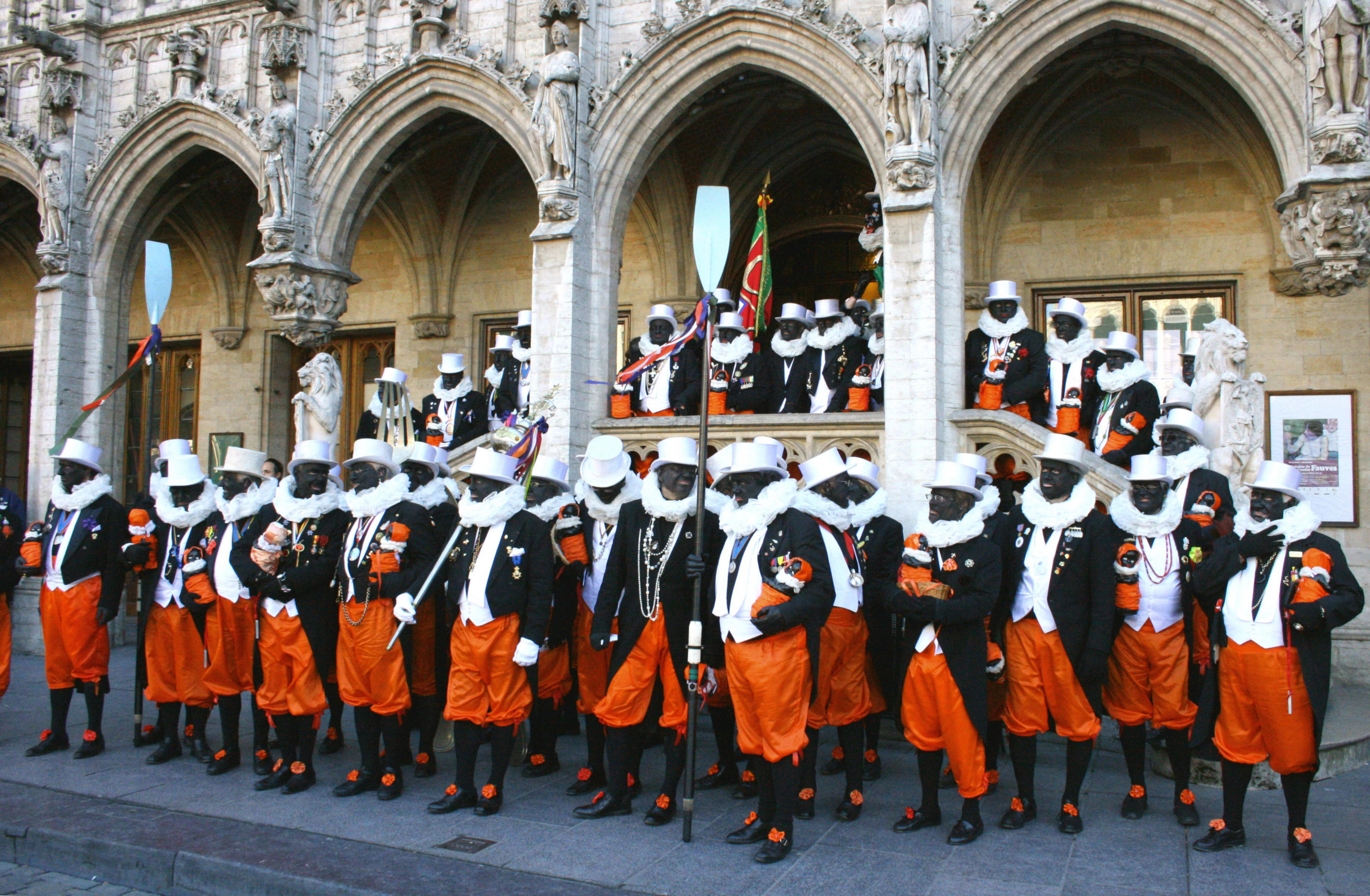
Noirauds aan het Brusselse stadhuis in 2011

Het Koninklijk Werk der Wiegjes Prinses Paola – Afrikaans conservatorium (Frans: Œuvre Royale des Berceaux Princesse Paola – Conservatoire africain) is een Brusselse liefdadige vereniging. Haar leden, de noirauds, gaan jaarlijks rond carnaval ludiek uitgedost geld inzamelen ten voordele van kinderen in nood bij de klanten van Brusselse restaurants. Traditioneel waren ze daarbij zwart geschminkt, vanaf 2019 in de Belgische kleuren.

## Geschiedenis
De vereniging gaat terug op een initiatief uit 1877 om een crèche in de Vliergang van sluiting te redden. Een zekere Jean Bosquet ging op mardi gras met enkele welstellende vrienden geld inzamelen onder het feestvolk, uitgedost als "zwarte koningen" (witte hoed, plooikraag, pitteleer, zijden pofbroek en zwartgekurkt). Ze hadden een burleske fanfare bij en noemden zich Conservatoire de Zanzibar, naar de stad van waaruit de Association internationale africaine het hart van Afrika zou ontsluiten, zoals het jaar voordien was beslist op de Geografische conferentie van Brussel. Het thema stond dus in de belangstelling door de koloniale ambities van koning Leopold II en sloot ook aan bij de blackface minstrels die vanaf 1851 waren beginnen verschijnen op Brusselse podia. Bovendien wilden de inzamelaars zich met hun zwarte gezichten onherkenbaar maken.
Na het succes van de eerste operatie kreeg een vereniging vorm, die later Le Conservatoire africain ging heten. De collecte bleef jaarlijks plaatsvinden tijdens de carnavalsdagen. In 1925 organiseerden de noirauds zich als een vereniging zonder winstoogmerk. Hun activiteiten leden onder de Tweede Wereldoorlog en werden pas in 1956 in hun oorspronkelijke vorm hernomen. De prinses van Luik aanvaardde in 1959 het erevoorzitterschap van de vzw, die naar haar werd vernoemd. Ook als koningin bleef Paola de activiteiten opvolgen. Het Conservatoire africain, dat kansarme kinderen helpt, ondervindt veel steun in Brusselse kringen, onder meer bij serviceclubs.
Het verkleden van de leden, dat tot de Brusselse folklore was gaan behoren, kwam in de 21e eeuw onder vuur te liggen vanwege de als racistisch bestempelde blackface (naar analogie met het zwartepietendebat). In 2019 besliste de vereniging om mee te gaan met de tijdsgeest en voortaan de gezichten te schminken in de kleuren van de Belgische vlag.

## Bekende noirauds
- Prins Filip (1976)
- Prins Laurent (1976)
- Minister Reynders[4]
- Freddy Thielemans[5]
- Yvan Mayeur